# Sprzedawcy marzeń
Sprzedawcy marzeń – dziewiętnasty singel Myslovitz (drugi z albumu Korova Milky Bar), wydany we wrześniu 2002.

## Treść i kompozycja
Utwór Sprzedawcy marzeń porusza problematykę współczesnego świata, w którym – według podmiotu lirycznego – społeczeństwo sterowane jest z zewnątrz przez tytułowych „sprzedawców marzeń”, wmawiających ludziom, że mogą mieć wszystko, czego pragną, a posiadanie daje im szczęście. Podmiot liryczny stwierdza ponadto, że miłość jest ślepa i nie ma ludzi idealnych. Nie warto starać się zmieniać, bo nie jest to możliwe. Według niego umysł każdego człowieka sterowany jest odgórnie przez osoby sprzedające nam ułudę i marzenia.
Piosenka utrzymana jest w tonacji h-moll. Główny temat utworu oparty jest na progresji Hm–D–Hm–G–Hm–D–F♯m–G, zaś refren na progresji G–Em–A–C♯m.

## Lista utworów
1. „Sprzedawcy marzeń”  (3:46)
2. „Dreamsellers”  (3:46)
3. „Instrumental”  (4:53)

## Wykonawcy
- Artur Rojek – gitara, wokal
- Jacek Kuderski – gitara basowa
- Wojciech Kuderski – perkusja
- Wojciech Powaga – gitara elektryczna
- Przemysław Myszor – gitara, instrumenty klawiszowe